# Jörg Schmidt (Politiker, 1960)

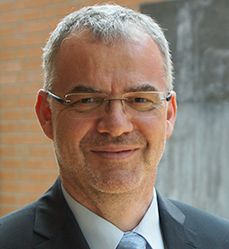
Jörg Schmidt

Jörg Schmidt (* 25. Oktober 1960 in Pforzheim) ist ein deutscher Landes- und Kommunalpolitiker (SPD). Von 2000 bis 2013 war er Oberbürgermeister der Großen Kreisstadt Radolfzell am Bodensee. Ab 1. August 2013 war Schmidt Ministerialdirektor im Kultusministerium des Landes Baden-Württemberg. Vom 12. Oktober 2015 bis 31. Mai 2016 war er Regierungspräsident des Regierungsbezirks Tübingen.

## Leben
Nach dem Abitur 1980 in Pforzheim leistete Jörg Schmidt Grundwehrdienst und studierte von 1982 bis 1987 Rechtswissenschaft an der Ludwig-Maximilians-Universität München, wo er das Erste juristische Staatsexamen ablegte. Anschließend folgte von 1987 bis 1990 das Rechtsreferendariat in Bayern und Baden-Württemberg, das er mit dem Zweiten juristischen Staatsexamen abschloss. 1994 wurde er an der Universität München mit einer Dissertation über den Rechtswissenschaftler Otto Koellreutter zum Dr. iur. promoviert. Von September 1990 bis Juni 1991 war er als Rechtsanwalt tätig.
Danach war Jörg Schmidt bis zum Jahr 2000 beim Regierungspräsidium Karlsruhe, beim Regierungspräsidium Leipzig, beim Landratsamt Karlsruhe, im Sozialministerium Baden-Württemberg und beim Regierungspräsidium Stuttgart tätig. Schmidt absolvierte 2017 / 2019 Ausbildungen zum Mediator und zum Systemischen Coach.
Er ist verheiratet.

## Politik
Nach einer Laufbahn in der Innenverwaltung des Landes Baden-Württemberg wurde Schmidt im September 2000 Nachfolger von Günter Neurohr als Oberbürgermeister der Stadt Radolfzell. Am 19. Oktober 2008 wurde er für weitere acht Jahre im Amt bestätigt. Am 1. August 2013 wurde er als Nachfolger von Margret Ruep Ministerialdirektor und Amtschef des Ministeriums von Kultusminister Andreas Stoch.
Im September 2015 wurde Jörg Schmidt mit Wirkung zum 12. Oktober 2015 zum Regierungspräsidenten des Regierungsbezirks Tübingen ernannt. Er trat die Nachfolge des im Amt verstorbenen Hermann Strampfer an. Als Ministerialdirektor folgte ihm Manfred Stehle nach. Am 31. Mai 2016 wurde Schmidt als Folge der Landtagswahl im März 2016 von Ministerpräsident Kretschmann in den einstweiligen Ruhestand versetzt, gleichzeitig mit seinem Stuttgarter Amtskollegen Johannes Schmalzl.

## Ehrenämter
Bis 2019 war Jörg Schmidt 15 Jahre lang Vorsitzender des Ortsvereins Radolfzell des Deutschen Roten Kreuzes.
Seit dem 11. September 2016 ist Schmidt ehrenamtlicher Präsident des Schwäbischen Chorverbandes, dem zweitgrößten Landeschorverband in Deutschland. Seit dem 24. Februar 2018 ist Schmidt Vizepräsident des Deutschen Chorverbandes.
Er ist Mitglied in verschiedenen Gremien des evangelischen Kirchenbezirks Pforzheim und der Verbandsversammlung des Regionalverbands Nordschwarzwald.

## Veröffentlichungen
- Otto Koellreutter 1883–1972. Sein Leben, sein Werk, seine Zeit (= Rechtshistorische Reihe; Band 129). Zugleich: Universität München, Dissertation 1994. Frankfurt am Main; Berlin; Bern; New York; Paris; Wien: Lang, 1995, XII, 206 S., ISBN 3-631-48087-3